# Australian Open 2018 (turniej legend kobiet)
Australian Open 2018 – turniej legend kobiet – zawody deblowe legend kobiet, rozgrywane w ramach pierwszego w sezonie wielkoszlemowego turnieju tenisowego, Australian Open. Zmagania miały miejsce pomiędzy 21 a 23 stycznia na twardych kortach Melbourne Park w Melbourne. Z zaplanowanych sześciu spotkań zostały rozegrane tylko cztery.

## Drabinka

#### Klucz
- w/o – walkower
- k – krecz
- d – dyskwalifikacja
- Q – kwalifikant
- WC – dzika karta
- LL – szczęśliwy przegrany
- Alt – zawodnik zastępczy
- PR – ochrona rankingu
- SE – specjalna przepustka
- ITF – ranking ITF
- JE – ranking juniorski